# Радован Петровић
Радован Петровић (Биоче, код Подгорице, 11. март 1916 — Бијела Вода, код Соколца, 21. јануар 1942), учесник Народноослободилачке борбе и народни херој Југославије.

## Биографија
Рођен је 11. марта 1916. године у селу Биочу, код Подгорице. Потицао је из земљорадничке породице. Основну школу је завршио у родном селу, а гимназију у Подгорици. Од раног детињства, а и касније као ученик гимназије радио је заједно са родитељима на њиховом имању.
У вишим разредима гимназије прикључио се омладинском револуционарном покрету и остварио сарадњу са члановима тада илегалног Савеза комунистичке омладине (СКОЈ) и Комунистичке партије (КПЈ). Учествовао је у многим акцијама, од писања парола, разношења летака до учествовања у демонстрацијама. Војни рок у Југословенској војсци је одслужио у Ђачкој чети, где је добио чин резервног потпоручника.
За време студија на Правном факултету у Београду, преко својих другова из подгоричке гимназије повезао се са револуционарним студентским покретом. Фебруара 1941. године је био примљен у чланство Комунистичке партије Југославије. Након војног пуча, марта 1941. године је као резервни официр био позван у војску. У току Априлског рата се као командир артиљеријског вода нашао на Албанском фронту. Био је ово једини фронт, где су јединице Југословенске војске у истакле борби против Италијана и постигле одређене резултате. У једној од ових борби, успео је да са својим водом заустави италијанске тенкове и неколико их онеспособи.
Након објаве капитулације Југословенске војске, у договору са осталим војницима је онеспособио два топа, узео пушку и пуну торбу муниције и бомби и пошао у своје родно место. Овде се одмах повезао са партијском организацијом и укључио се у рад на припреми устанка. У току Тринаестојулског устанка, у лето 1941. године био је командир Биочке партизанске чете, која извршила напад на жандармеријску станицу. У овом нападу је био рањен, али је и поред тога успео да се са групом другова, привуче до зграде станице и убаци бомбе, чиме је знатно допринео да се ова акција успшено заврши.
Учествовао је и у борби на Јелином дубу, 18. октобра 1941. године, када је уништена италијанска моторизована колона. Новембра 1941. године је био међу првим добровољцима који су се прикључили Одреду за операције у Санџаку. Као командир Првог вода и заменик командира чете, истакао се у борби на Савином лакту, на путу Пријепоље—Пљевља, 1. децембра 1941. године када је разбијена италијанска колона, која је пошла у помоћ нападнутом гарнизону у Пљевљима и нанети јој тешки губици у људству и материјалу.
Заједно са преосталим борцима из Одреда за операције у Санџаку, 21. децембра 1941. године је у Рудом ступио у Други црногорски батаљон тада формиране Прве пролетерске ударне бригаде, где се налазио на дужности заменика командира Друге чете. Истакао се већ у првој борби бригаде, 22. децембра у нападу на Италијане у селу Миочу, када је свој вод повео на јуриш. Учествовао је у борбама бригаде код Рогатице, на Гласинцу и Подроманији, као и другим местима источне Босне.
Погинуо је 21. јануара 1942. године, заједно са још четрнаест бораца Другог батаљона у борбама против немачких скијаша на Бијелој води, на Романији. Том приликом једна колона 738. пука немачке 718. пешадијске дивизије изненадила је делове Другог батаљона Прве пролетерске ударне бригаде. Бочним дејством једног вода, на чијем челу се налазио Радован, Штаб батаљона је успео да извуче остале делове. Штитећи одступницу својим друговима, борио се до последњег метка.
Указом Президијума Народне скупштине Федеративне Народне Републике Југославије, 21. децембра 1951. године, проглашен је за народног хероја.